# Castelo de Atouguia da Baleia
As ruínas do Castelo da Atouguia da Baleia localizam-se na vila e na freguesia de Atouguia da Baleia, no Município de Peniche, região Oeste portuguesa e província histórica da Estremadura.
Na foz do rio de São Domingos, a antiga povoação de Tauria (devido às manadas de touros selvagens na região), depois Touguia, foi um dos mais importantes portos do litoral português na Idade Média, tendo recebido diversas Cartas de Foral. Devido ao assoreamento da costa, que ligou a então ilha de Peniche ao continente, perdeu para esta última a função de sede do concelho.
O que resta do Castelo de Atouguia da Baleia está classificado como Imóvel de Interesse Público desde 2006.

## História
No contexto da Reconquista cristã da Península Ibérica, quando da organização da expedição portuguesa contra Lisboa por D. Afonso Henriques (1112-1185), aí tendo aportado a frota dos cruzados sob o comando dos franceses Guilherme de Corni e Roberto de Corni, foram-lhes concedidas, em 1158, os domínio de Tauria (povoação e couto) como reconhecimento pelo auxílio prestado na conquista daquela cidade. Visando incrementar o seu povoamento e desenvolvimento, o soberano entregou-lhe Foral em 1167, confirmado em 1218 por D. Afonso II (1211-1223) e novamente em 1510, sob o reinado de D. Manuel I (1495-1521) (Foral Novo).
Sob o reinado de D. Dinis (1279-1325) a Atouguia ganhou uma feira anual no dia de seu orago, São Leonardo (6 de Novembro), alcançando o auge de seu movimento marítimo, onde a par da atividade pesqueira, desenvolveu-se a de construção naval. Dada a atividade de fomento ao povoamento e à defesa sob este reinado, acredita-se que as defesas da Atouguia e seu castelo também tenham conhecido reforço e melhorias, face à ameaça representada ao litoral português pelos piratas oriundos do Norte d’África.
O genovês Manuel Pessanha (Emmanuele di Pezagna), contratado por D. Dinis como almirante para organizar a marinha portuguesa e combater a pirataria, aqui manteve a sua base de operações. Um decreto do mesmo soberano determinava a obrigatoriedade da nomeação de 30 homens da Atouguia, com armas e bagagens, durante seis semanas por ano, para a defesa deste porto e costas de Portugal.
Posteriormente, em 1373, no reinado de D. Fernando (1367-1383) foram aqui realizadas as Cortes Gerais, o que comprova a sua importância à época.
Em 1448 D. Afonso V (1438-1481) concedeu a D. Álvaro Gonçalves de Ataíde, pelos bons serviços prestados ao reino, título de 1º conde de Atouguia.
Em 11 de Fevereiro de 1526 deu à costa naquele ponto uma baleia com mais de 20 m de comprimento, um verdadeiro “monstro marinho” em plena época dos Descobrimentos portugueses, o que rendeu à vila o acréscimo de seu nome: Atouguia da Baleia. Um dos ossos do mamífero marinho foi conservado como memória, na Igreja de São Leonardo.
O progressivo assoreamento foz do rio de São Domingos e da enseada de Atouguia, que ligou a ilha de Peniche ao continente, levou ao desenvolvimento da povoação nesta última, elevada a vila em 1609 e transformada em Concelho (1610), à época da Dinastia Filipina por D. Filipe II (1598-1621). Á época, a necessidade defensiva também se deslocara para o chamado “castelo da vila” de Peniche (ver Praça-forte de Peniche).
Posteriormente, no século XIX, o Concelho de Atouguia da Baleia foi extinto e incorporado como Freguesia no de Peniche, por D. Maria II (1826-1828; 1834-1853), a 6 de Novembro de 1836.
Chegaram até aos nossos dias apenas os restos de uma torre e das muralhas do antigo Castelo de Atouguia. Escavações recentes puseram a descoberto trechos da muralha medieval da vila, o que reforça a necessidade de pesquisa arqueológica complementar. Os remanescentes encontram-se em vias de Classificação como Imóvel de Interesse Público, homologada por Despacho de 23 de Maio de 2005 pelo Ministério da Cultura de Portugal.